# Nakarmić kruki
Nakarmić kruki (hiszp. Cría cuervos) – hiszpański dramat filmowy z 1976 roku w reżyserii Carlosa Saury. Zdjęcia kręcono w Madrycie oraz w Quintanar w prowincji Segowia.

## Opis fabuły
Opowiada historię Any, dziewczynki z dwojgiem rodzeństwa dorastającej w czasach reżimu Francisco Franco. Ana (Ana Torrent) doświadcza wielu okropnych rzeczy w swoim krótkim życiu. Jej matka (Geraldine Chaplin) jest zdradzana przez męża, a potem umiera w boleściach na tajemniczą chorobę. Ojciec (Héctor Alterio) jest romansującym na prawo i lewo generałem z armii Franco, który umiera w trakcie stosunku ze swoją kochanką. W efekcie śmierci obojga rodziców dzieci wraz z babcią zostają wysłane do siostry matki – Pauliny (Monica Randall).
Większa część filmu składa się ze wspomnień i scen z wyobraźni Any, głównie o jej matce. Uważa się, że Nakarmić kruki jest analogią do sytuacji Hiszpanii. Ojciec, reprezentujący reżim Franco, ignoruje tradycyjne wartości; matka jest śmiertelnie chorą „starą” Hiszpanią; babka reprezentuje pokolenie wciąż spoglądające wstecz; Ana i jej siostry to „nowa” Hiszpania, dotknięta przemocą i próbująca znaleźć sposób na stworzenie czegoś nowego.
Filmowi towarzyszy piosenka Jeanette „Porque te vas”.
Tytuł filmu pochodzi z hiszpańskiego przysłowia Cría cuervos y te sacarán los ojos (Karm kruki, a te wydziobią ci oczy).

## Nagrody międzynarodowe
- 1976 - Carlos Saura wielka Nagroda Jury Cannes
- 1976 - Carlos Saura (nominacja) Złota Palma Cannes
- 1976 - London film Festival.
- 1976 - Międzynarodowy Festiwal Filmowy w Karlowych Warach.
- 1977 - nagroda krytyków na festiwalu w Brukseli.
- 1977 - Carlos Saura (nominacja) César najlepszy film obcojęzyczny
- 1978 - nagroda dla najlepszego filmu, najlepszego reżysera i najlepszej aktorki (Geraldine Chaplin) Związku Filmowców z Nowego Jorku.
- 1978 - (nominacja) Złoty Glob najlepszy film zagraniczny
- 1981 - nagroda na festiwalu w Nowym Delhi